# Halima Namakula
Halima Namakula (nasceu em 1 de Janeiro de 1960) é uma musicista, atriz, empreendedora e filantropa ugandense a quem também foi em 2009 nomeada para representar a Uganda no concurso de beleza, Mrs. World. Halima também é mãe da cantora Rema Namakula.

## Carreira
Halima Namakula começou a carreira como uma atriz de teatro quando ela foi jovem e na escola com o grupo chamado "The Black Pearls". Casou com o parceiro de atuação, sendo pai de uma criança dela, morreu em 1994. Na década de 1990 depois da morte do marido dela, Namakula voltou de volta ao país de origem e continuou com a atuação dela, numa telenovela, “That’s Life Mwattu”, como Michelle.
Apesar de seu nome artístico é Halima Namakula, ela as vezes é chamada de "a mãe de todos os artistas".

## Esforços humanitários
Halima Namakula é membro fundador da Women At Work International, uma organização não-governamental que ajuda a tomar profissionais do sexo fora das ruas através da criação de oportunidades de emprego para elas.

## Discografia
Desde 1999 Halima Namakula tem lançado cinco álbuns de estúdio: e eles foram todos feitos sobre a própria gravadora dela, a No-End Entertainment.

### Álbuns
- 1999: Ekimbeewo
- 2000: Tonkutula
- 2001: Kyama Kyange
- 2004: Cheza aka Sambagala
- 2008: Ntuse Jendaga

### Singles
Videoclipes:
- Ekimbeewo
- Tonkutula
- Omusajja Waa Taxi
- Tuzina
- Cheza
- Sambagala
- Africa Yetu
- Watoto Wa Mungu
- Kibaduguda

Em 2008 Namakula celebrou o anniversario de dez anos de carreira na indústria da música ugandense logo depois dela ter o que a mídia chamou de "um fiasco de show" no Kati Kati com K-Ci & JoJo.
Em abril de 2012, Namakula lançou a canção chamada "Digida" que significa "dança", mas desta vez ela ficou longe das rimas para crianças que ela é conhecida.

## Controvérsias
Em 2003 a estação de rádio de Halima Namakula Beat FM, foi derrubado pelo Conselho de radiodifusão por operar sem licença.
EM 2007 Halima Namakula foi processada em 57 milhões de xelins ugandenses (mais ou menos $25 mil dólares) por atropelar uma criança de três anos de idade.
Em 2012 Halima foi presa por jogar lixo na cidade de Kampala com cartazes (posters) do concerto Ndimuzadde dela no Club Obligatto.

## Nomeações e reconhecimentos
- 2004 Kora Awards - Nomeada[14]
- 2005 Kora Awards - Nomeada[15]
- 2009 Divas Awards, a presenteou com um Lifetime Achievement Award.[16]
- 2009/2010 New Vision & DFCU “Woman Achiever Of The Year Award".[1]
- Em 2009 ela foi Sra. Uganda e representou Uganda no desfile da Mrs. World 2009 que teve lugar em Vũng Tàu, Vietnam.[2]